# ベイシアグループ
ベイシアグループ（英語: Beisia Group）は、ベイシア、カインズ、ワークマン等の物販チェーン店を中心とし、28社で構成する日本の大手流通企業集団。

## 概要
グループを統括する持株会社を中心としているわけではなく、株式会社いせや（現在、法人格は株式会社いせやコーポレーションとして存続し貸事務所業を行なっている）を起源とする企業の集合体である。ベイシアグループ主要企業各社に対しては、創業家である土屋家や、その関連企業による出資が多くを占めているものの、主要企業間の出資関係は薄く、土屋家を中心とした緩やかな連携関係を維持している。同族経営ではないが、グループ会社の要職には土屋家の人物が就任している。
スーパーマーケット等を運営するベイシア、ホームセンターのカインズ、コンビニエンスストアのセーブオン、家電量販店のベイシア電器、作業服等販売のワークマン、カー用品店のオートアールズを中核とした、関連企業28社で構成される。前身であるいせやの創業地である群馬県を中心として47都道府県にグループ企業が展開している。2020年には初めて年間総売上1兆円を突破した。
元々は「いせや」として食品や生活用品などの販売を行っていたが、事業拡大に伴ってそれぞれの部門を細分化し、1982年に株式会社ワークマン、1984年に株式会社セーブオン、1989年に株式会社カインズをそれぞれ分社、1997年には株式会社ベイシア（いせやの持つ小売り事業全般を受け持った）を設立させ、「いせや」を発展的に解消する形でベイシアグループが形成された。そのため、他社とのM&Aを行わずに成長してきたことを強みとしていたが、2021年から2022年にかけて、カインズが東急ハンズの買収及びファーストグループ（現：cars）との資本業務提携を行っている。また、2025年は、ベイシアとカインズ共同で、ザスパクサツ群馬運営会社の議決権を過半数取得し、グループ化している。
2018年までにセーブオンが自社ブランドの展開を停止し、他チェーンであるローソンの看板に掛け変えて店舗営業していくメガフランチャイズ事業者になった。一部で誤解されるが、株式会社セーブオンが株式会社ローソンへ吸収合併されたわけではなく、資本提携等も行っておらず「ベイシアグループのコンビニエンスストア運営企業」としての存在は変わっていない。

## グループ沿革
いせやと主要6社の起業・法人設立の流れを中心に記載
- 1958年 - 群馬県伊勢崎市に株式会社いせや設立。
- 1959年 - 同市にスーパーマーケット「いせや」1号店開店。
- 1978年 - 「いせやホームセンター」1号店開店（カインズの前身にあたる）。
- 1980年 - 伊勢崎流通センター開設。「職人の店ワークマン」1号店開店。
- 1982年 - 株式会社ワークマンを分社。
- 1983年 - コンビニエンスストア「セーブオン」1号店開店。
- 1984年 - 東京情報センター開設。株式会社セーブオンを分社。いせやオートセンター「セーフティロード」1号店開店（オートアールズの前身）。
- 1985年 - 「いせやデンキセンター」1号店開店（ベイシア電器の前身）。
- 1986年 - 株式会社セーフティロード（現：株式会社オートアールズ）及び株式会社いせやデンキ（現：株式会社ベイシア電器）を分社。
- 1987年 - 矢板流通センター開設。
- 1988年 - 新伊勢崎流通センター開設。
- 1989年 - 株式会社カインズを分社。
- 1997年 - 株式会社ベイシアを設立。
- 2006年 - ベイシアビジネスセンター（新本部）開設。
- 2009年 - ベイシアグループ創業50周年。
- 2020年 - ベイシアグループ総売上1兆円達成。
- 2021年 - この年に発表された2019年度の小売業世界ランキングで、上位250位にランクインした。世界で128位、日本企業だけで見ると7位であった[7]。
- 2022年 - 東急ハンズがカインズの子会社となりベイシアグループ入りする[8]。
- 2025年 - 株式会社ザスパ（ザスパ群馬）がベイシアグループ入り[4][5][6]。

## グループ企業
太字はグループ主要7社

### ショッピングセンター
- ベイシア

「ベイシアモール」から「ベイシアマート」まで大小様々なスタイルでスーパーマーケット・ショッピングセンターを展開。更に「ベイシア ワールドスポーツ」、「ベイシア ファッションセンター」、「あかちゃん王国」も展開。

### ホームセンター
- カインズ

ホームセンター業界大手。2019年度には売上高で業界首位となった。主体となる「カインズ」の他、「くみまちモール」・「カインズモール」・「カインズスーパーホームセンター」・「カインズマート」、「カインズサイクルパーク」と大小様々なスタイルで展開。

### コンビニエンスストア
- セーブオン

大手コンビニエンスストアチェーンの「ローソン」とメガフランチャイズ契約を結び、店舗展開している。かつては社名と同じ自社ブランドの「セーブオン」をフランチャイズ展開していたが、将来を見据えて検討した結果、ローソンへの看板替えを決定した。

### 専門店
- ワークマン（作業服・作業関連用品店）

主体となる「ワークマン」のほか、近年はカジュアル色を強化した「ワークマン プラス」を展開。
ベイシアグループで唯一株式上場している。
- ハンズ

渋谷・新宿・大阪梅田などの大都市部を中心にホームセンター・雑貨店をチェーン展開。2022年3月31日に東急グループの東急不動産ホールディングスからカインズが全株式を取得・子会社化により、ベイシアグループの一員となった。同年10月1日に東急ハンズから社名変更。
- オートアールズ（カー用品店）

主力となる「オートアールズ」のほか、カインズと連携して整備やカインズ購入商品の取付などを主体にした「カインズオート」を展開している。元々ベイシアグループ主要6社の中の一つであったが、2022年5月2日付でカインズの子会社に位置づけられている。
- ベイシア電器

家電量販店のほか、携帯電話のキャリアショップも展開。

#### その他
- 清閑堂（仏具関連店）
- くれよんくらぶ（DPEチェーン）

### 外食産業
- カインズフードサービス

### サービス事業
- ミュー・エンターテイメント
- ベイシアスポーツクラブ
- ハグウェル

### スポーツ事業
- ザスパ - Jリーグ・ザスパ群馬運営。2006年よりベイシアグループとしてオフィシャルユニフォームパートナーに。2020年12月にカインズが第三者割当増資を引き受け、ザスパの筆頭株主グループの一員となる[11]、2024年12月に再び第三者割当増資を引き受け、カインズが単独でザスパの筆頭株主となりカインズおよびベイシアから役員も派遣されている[12]。2025年5月、ベイシア及びカインズが再び第三者割当増資を受け、2社で各25.2%ずつ、合計50.4%となり、ベイシアグループとして過半数の議決権を獲得したことによりグループ入り[4][5][6]。

### 流通サービス事業
- ベイシア総合保険サービス
- ベイシアビジネスサポート
- ベイシアポップデポ
- ベストケア
- ベイシアリース・キャピタル
- 家迎知商貿有限公司（中国法人）
- カインズ総合保険サービス
- カインズビジネスサービス
- カインズポップデポ
- カインズベストケア
- カインズ365
- カインズリカー

### グループサポート事業
- ベイシアグループ総研[13]
- ベイシアグループソリューションズ - ベイシアグループのITを統括する株式会社ベイシア直営だった「ベイシア流通技術研究所」を分社化[14]
- くみまちフィンテック

### デベロッパー事業
- ベイシア興産
- ベイシア土地建物
- ベイシアリアルエステート
- カインズリアルエステート
- いせやコーポレーション

### 物流事業
- アイシーカーゴ

## その他関連会社
- ファーストグループ（現：cars） -  カインズ・オートアールズ・ベイシアグループ総研との資本業務提携を2021年11月26日に締結[15]。
- 面白法人カヤック - カインズとの資本業務提携を2022年5月23日に締結[16]。

## 関連団体・組織
- 公益財団法人ベイシア21世紀財団
- 群馬県民会館（ベイシア文化ホール） - ベイシアが2009年4月からネーミングライツを取得した施設[17]。

## テレビ番組
- 日経スペシャル ガイアの夜明け 巨大店の野望 〜ホームセンターが流通を変える〜（2003年9月9日、テレビ東京）[18]。